# Dorothea von Benckendorff
Pour les articles homonymes, voir Benckendorff.
Dorothea von Benckendorff (en russe : Дарья Христофоровна Ливен, Daria Christoforovna Liven), ou Dorothée de Benkendorf, comtesse puis princesse de Lieven, est une aristocrate russe d'origine germano-balte, née à Rīga (gouvernement de Riga) en 1785 et morte à Paris le 26 janvier 1857.

## Biographie
Fille du général russe Benckendorff, ministre de la police du tsar Paul Ier, elle est la sœur de :
- Alexandre von Benckendorff (1781-1844), militaire russe ;
- Konstantin von Benckendorff (1785-1828), général et diplomate russe.

Elle est nommée dame d'honneur de l'impératrice en 1799 et épouse en 1800 un diplomate russe, le lieutenant-général-comte (créé prince en 1834) Christophe de Lieven (1770-1839), qu'elle suit dans ses différents postes diplomatiques, d'abord à Berlin, de 1809 à 1811, puis à Londres, de 1811 à 1834.
À Londres, elle joue un rôle politique et diplomatique majeur, qui lui vaut le surnom de « Sibylle diplomatique de l'Europe ». Les principaux responsables politiques se retrouvent dans son salon. Grande, élégante, d'une distinction incomparable, excellente musicienne, parlant quatre langues, elle est réputée pour sa conversation brillante. Elle aura brièvement pour amant le prince de Metternich et, comme soupirant longuement, le prince de Galles, futur Georges IV. Elle reçoit Wellington, le duc d'Orléans, Robert Peel ou Lord Castlereagh.

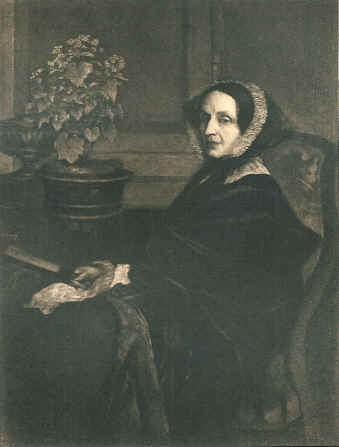
La princesse de Lieven vers 1855, d'après un portrait par G.F. Watts.

Lorsque son mari est rappelé en Russie en 1834, elle s'installe à Paris, rue de Rivoli, où elle tient un salon très en vue. Un séjour inoubliable à Valençay, en juin 1836, déplaît fort à la duchesse de Dino, sa rivale en influence politique. Peu après, elle devient l'égérie de Guizot.
À la mort de Talleyrand (1838), elle loue un entresol dans son hôtel de la rue Saint-Florentin à son nouveau propriétaire, le baron James de Rothschild. Dans son salon, on croise Metternich, la comtesse de Boigne, et nombre d'hommes politiques : André Dupin et son frère, le comte Duchâtel, Charles de Rémusat, Victor Cousin, Paul de Noailles qu'elle fit entrer à l'Académie, Adolphe Thiers, le philosophe Jean Philibert Damiron, François-Auguste Mignet et quelques vieux révolutionnaires comme Pierre-Louis Roederer, Dominique Joseph Garat, Joseph Lakanal sans oublier Augustin Thierry, Pauline Metternich et le prince de Talleyrand, l'un de ses meilleurs amis, ou Chateaubriand, qui dresse d'elle, dans ses Mémoires d'Outre-Tombe, un portrait peu flatteur.
Elle retourne brièvement à Londres au moment de la révolution de 1848, puis revient à Paris. Elle s'installe à Bruxelles lorsque la Russie entre en guerre avec les puissances occidentales, mais revient en France où elle meurt en janvier 1857, dans la pièce même où Talleyrand s'est éteint.
La princesse de Lieven a laissé une importante œuvre d'épistolière. Son influence politique se mesure ainsi aux ministres et diplomates avec lesquels elle a échangé une correspondance pendant de longues années. Plusieurs de ses  correspondances ont ainsi été publiées, à commencer par celle échangée pendant vingt ans avec François Guizot ; l'on peut également signaler les publications de sa correspondance avec Earl Grey, le ministre Palmerston, le prince de Metternich ou le duc Charles de Morny.

## Œuvres
- Fantaisie en mi mineur
- Sonate pour piano en do mineur